# Hendrikus Colijn

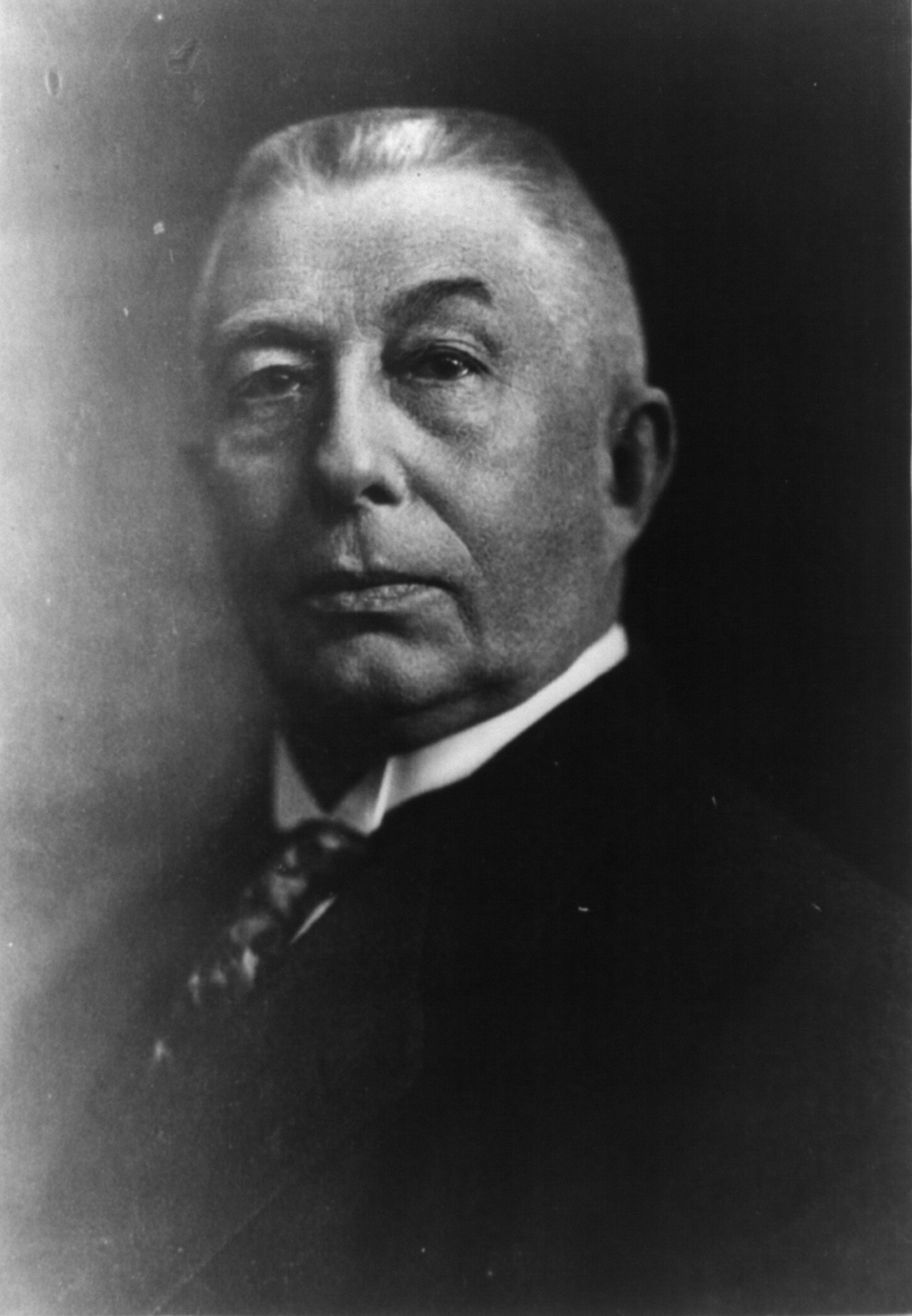
Hendrikus (Hendrik) Colijn, 1925

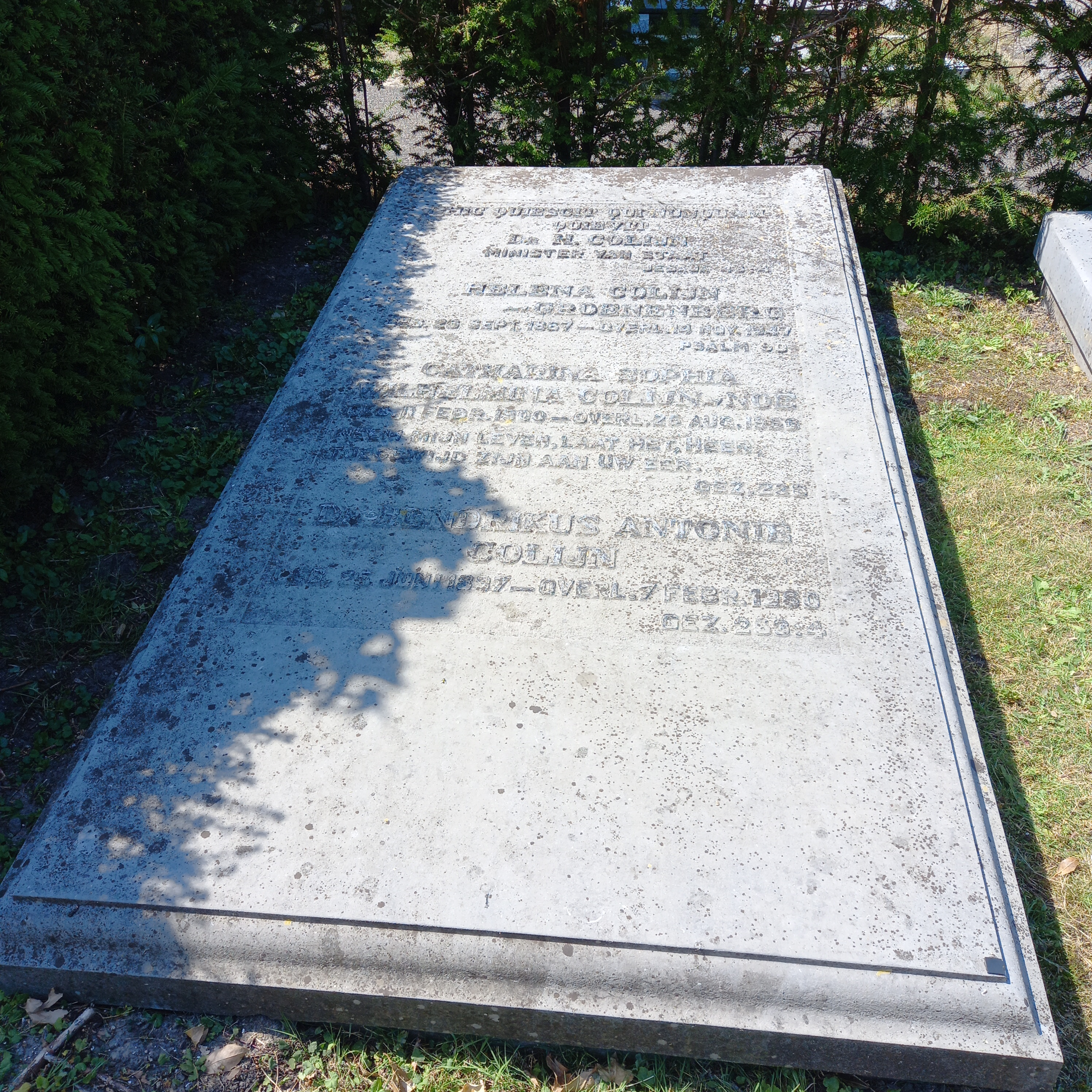
Das Grab von Hendrikus Colijn und seiner Ehefrau Helena Groenenberg im Familiengrab auf dem Algemene Begraafplaats Kerkhoflaan in Den Haag

Hendrikus (Hendrik) Colijn (* 22. Juni 1869 in Burgerveen, Gemeinde Haarlemmermeer; † 18. September 1944 im Berghotel Gabelbach bei Ilmenau) war ein niederländischer Militär, Geschäftsmann und Politiker.

## Leben
Hendrikus Colijn wurde 1869 in einem neu entstandenen Poldergebiet von Nordholland geboren. Seine Eltern, Antonie Colijn und Anna Verkuijl, waren als Mitglieder der reformierten Kirche aus religiösen Gründen aus dem „Land van Heusden en Altena“ in Noord-Brabant auf die Polder von Haarlemmermeer gezogen.
Im Alter von 16 Jahren ging Colijn zur Offiziersausbildung auf die Militärakademie in Kampen, die er 1892 als Unterleutnant abschloss. 1893 heiratete er Helena Groenenberg, im gleichen Jahr wurde er auf die Niederländischen Antillen entsandt. 1894 meldete er sich aus finanziellen Gründen zur so genannten Lombokexpedition, woraufhin er zehn Jahre in der Kolonialarmee und anschließend sechs Jahre in der Kolonialverwaltung als Assistent des Gouverneurs in Aceh diente. Dort beging Colijn schwere Kriegsverbrechen. Nach einer Strafaktion gegen die einheimische Bevölkerung schrieb er an seine Frau: „Ich habe neun Frauen und drei Kinder, die um Gnade baten, zusammensetzen und totschießen lassen müssen.“
Nach seiner Rückkehr in die Niederlande im Jahr 1909 wurde er als Mitglied der Anti-Revolutionären Partei in das niederländische Parlament als Vertreter des Wahlkreises Sneek gewählt. Bereits zwei Jahre später wurde er Kriegsminister. In dieser Zeit baute er das niederländische Musterungssystem komplett um.

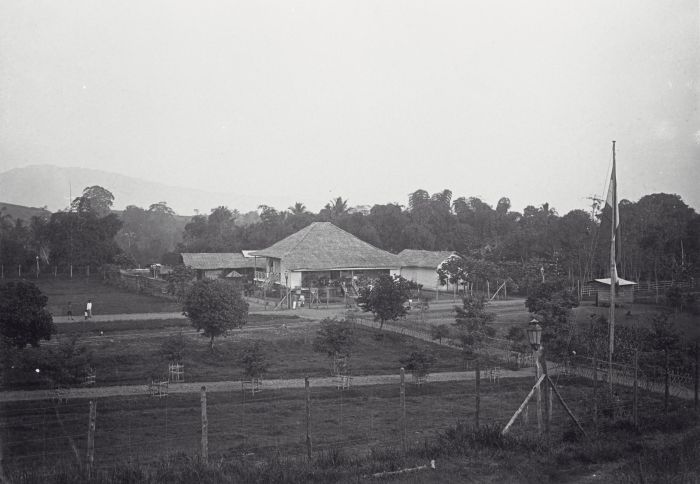
Hendrik Colijns Haus in Aceh (1890–1920)

Von 1914 bis 1922 war Hendrikus Colijn Vorstandsvorsitzender der Bataafse Petroleum Maatschappij (B.P.M.), die 1925 in der Royal Dutch Shell aufging. Parallel dazu agierte er 1918 am Ende des Ersten Weltkrieges als Vermittler zwischen dem Vereinigten Königreich und dem deutschen Kaiser Wilhelm II., um ein Ende des Krieges zu erzielen, was auch dazu führte, dass Wilhelm II. nach dessen Abdankung in den Niederlanden Zuflucht fand. 1920 übernahm er die Führung der Anti-revolutionären Partei (Calvinisten) und 1922 auch die Chefredaktion der Parteizeitung De Standaard, von 1925 bis 1926 und von 1933 bis 1939 war er fünfmal niederländischer Ministerpräsident. Sein letztes Kabinett hatte aber im Jahr 1939 nur drei Tage Bestand. Von 1927 bis 1929 war er der Chef der niederländischen Delegation beim Völkerbund in Genf. Einer seiner Mitstreiter beim Völkerbund war sein späterer Außenminister Andries Cornelis Dirk de Graeff, welcher die Niederlande zum Eintritt in diesen bewegen konnte.
1929 wurde ihm der Ehrenrang eines Staatsministers verliehen.
Nach der Invasion Deutschlands in die Niederlande 1940 schrieb Colijns einen Essay unter dem Titel Auf der Grenze zweier Welten (Op de grens van twee werelden), in dem er dazu aufrief, die deutsche Führung in Europa zu akzeptieren, betonte aber auch, dass er als „Calvinist für nationalsozialistische Gedankengänge irgendwelcher Art nicht zu haben“ sei. Dieser Essay wurde unmittelbar nach der Flucht der Königsfamilie mit Wilhelmina an der Spitze nach England veröffentlicht.

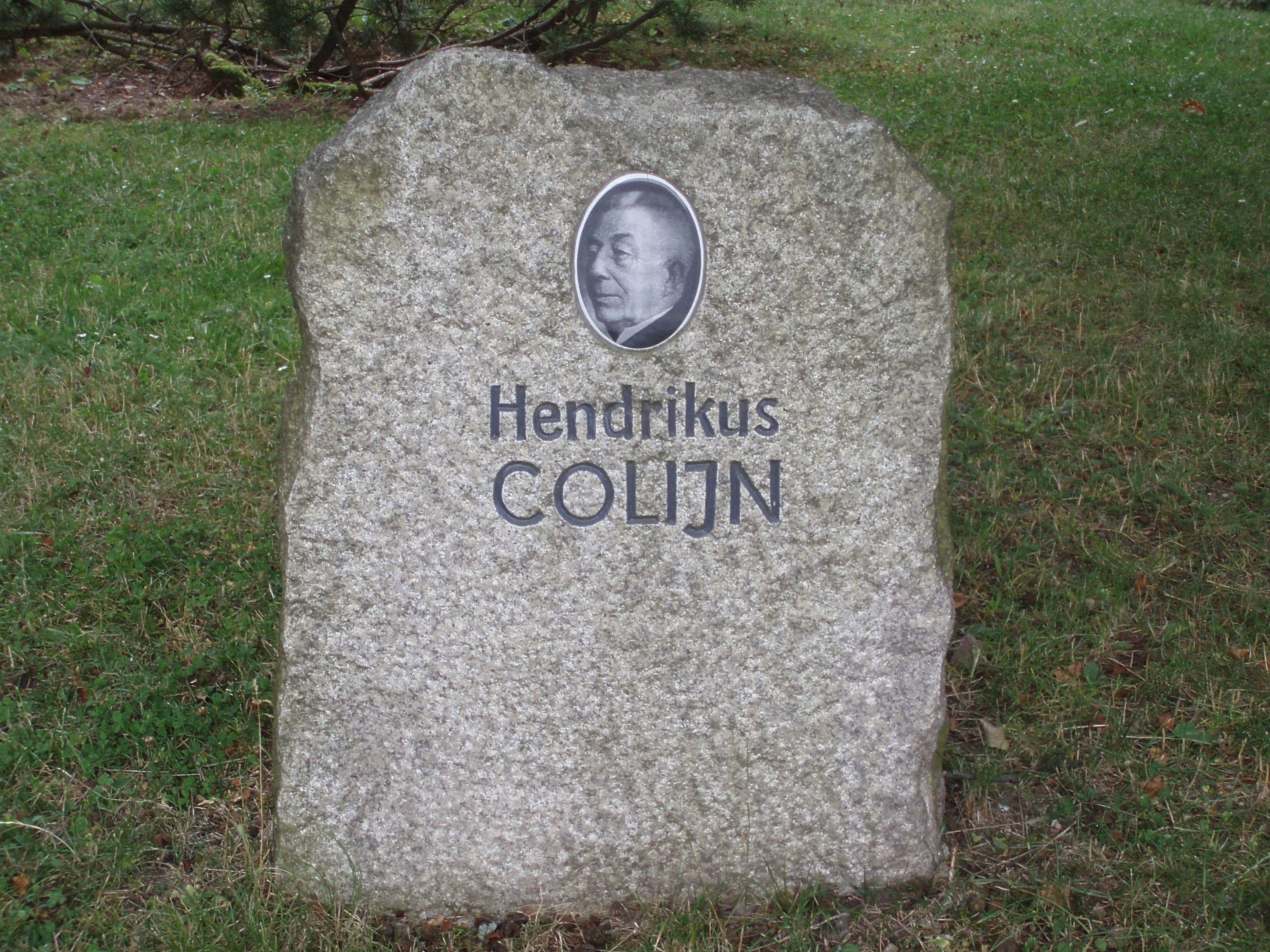
Gedenkstein in Gabelbach

Wenig später versuchte er, einen Widerstand gegen die deutsche Besatzung zu organisieren. Daraufhin wurde er im Juni 1941 festgenommen und zum Verhör nach Berlin gebracht. Im März 1942 wurde er aus der Haft entlassen, durfte aber nicht in die Niederlande zurückkehren, sondern wurde gezwungen, in das thüringische Ilmenau zu gehen, wo er im abgelegenen Berghotel Gabelbach auf eigene Kosten unter Hausarrest wohnte, lediglich von seiner Frau begleitet. Seine Post wurde streng zensiert und er durfte nur selten Besuch (wie zum Beispiel von seinem Enkel) empfangen. Offensichtlich wollte Heinrich Himmler ihn als möglichen Vermittler mit den Briten nutzen, wodurch Colijn wieder seine alte Rolle aus der Zeit des Ersten Weltkriegs eingenommen hätte. Seine letzten Jahre in Ilmenau verbrachte er mit umfangreichen Studien, bevor er im September 1944 an einem Herzinfarkt starb.